# Eleição municipal de São José em 2012
A eleição municipal da cidade de São José em 2012 ocorreu em 7 de outubro de 2012, em turno único.
O prefeito era Djalma Berger, do PMDB, que tentou a reeleição. Adeliana Dal Pont, do PSD, foi eleita prefeita de São José, assumindo o cargo em 1° de janeiro de 2013. Treze vereadores foram eleitos para a Câmara Municipal.

## Contexto
A eleição de 2012 foi bastante distinta do pleito de 2008, onde havia quatro candidatos com chances. Desta vez, a disputa foi polarizada no apoio ou na oposição a continuidade da gestão do prefeito Djalma Berger, que tentava a reeleição. Outros fatores políticos acabaram influenciando nas chapas e no resultado.
Em 2008, os irmãos Djalma e Dário Berger venceram as disputas de São José e de Florianópolis, consolidando o domínio eleitoral em ambas as cidades. Djalma se candidatou pelo PSB, vencendo ao ser colocar como uma retomada da gestão de Dário (1996-2004) na cidade - mesmo que o prefeito da época, Fernando Elias, também tivesse sido eleito por ser uma continuidade do governo de Dário, e que o PMDB, partido de Dário, tivesse uma candidata própria para São José, Adeliana Dal Pont, ela própria também tendo participado da gestão de Dário, assim como Djalma e Elias. Após se tornar prefeito, Djalma se transferiu para o PMDB de seu irmão.
Em 2010, o PT elegeu a sucessora de Lula no executivo nacional, Dilma Rousseff, com o apoio do PMDB, que ficou com a vice-presidência. Os primeiros anos do governo Dilma foram de grande popularidade, levando, por exemplo, a criação do Partido Social Democrático (PSD) a partir de dissidentes de partidos de oposição que pretendiam se aliar ao governo federal. Essa conjuntura se reflete em São José: com a chegada de Djalma ao PMDB, Adeliana se desfilia e migra para o novo PSD, unindo em torno de sua candidatura os opositores dos Berger, como os antigos partidos dos irmãos, o PSDB e o PSB. Já o PT, que havia sido rival de Djalma em 2008, agora participava da gestão municipal e era aliado do PMDB, participando da nova coligação do prefeito, indicando Círio Vandressen como vice na chapa. 
Assim, se formaram duas grandes chapas: a situacionista, com catorze partidos, e a oposicionista, com sete. Fernando Elias, derrotado em 2008 quando tentava a reeleição, se filia ao PTB para tentar mais uma vez em chapa com o PRTB, enquanto a Frente de Esquerda manteve a coligação PSTU-PSOL da última eleição, mas agora com Rafael Melo, do PSOL, como candidato.

## Candidatos
|  | Nº | Candidato(a) a prefeito | Candidato(a) a prefeito                        | Candidato(a) a vice-prefeito | Candidato(a) a vice-prefeito                     | Coligação |
|  | -- | ----------------------- | ---------------------------------------------- | ---------------------------- | ------------------------------------------------ | --- |
|  | 55 |                         | Adeliana Dal Pont (PSD) Adeliana Dal Pont      |                              | Natal (PSDB) José Natal Pereira                  | Para Cuidar de São José - Partido Social Democrático (PSD) - Partido da Social Democracia Brasileira (PSDB) - Partido Popular Socialista (PPS) - Partido Progressista (PP) - Partido Social Cristão (PSC) - Democratas (DEM) - Partido Socialista Brasileiro (PSB) |
|  | 15 |                         | Djalma Berger (PMDB) Djalma Vando Berger       |                              | Círio (PT) Círio Vandresen                       | São José Pra Nossa Gente - Partido do Movimento Democrático Brasileiro (PMDB) - Partido dos Trabalhadores (PT) - Partido Republicano Brasileiro (PRB) - Partido Democrático Trabalhista (PDT) - Partido Comunista do Brasil (PCdoB) - Partido Verde (PV) - Partido da República (PR) - Partido Social Democrata Cristão (PSDC) - Partido Humanista da Solidariedade (PHS) - Partido da Mobilização Nacional (PMN) - Partido Trabalhista Cristão (PTC) - Partido Republicano Progressista (PRP) - Partido Pátria Livre (PPL) - Partido Trabalhista do Brasil (PT do B) |
|  | 14 |                         | Fernando Elias (PTB) Fernando Melquíades Elias |                              | Drº Jorge Osório (PRTB) Jorge Luis Rimolo Osório | Pra Resgatar São José - Partido Renovador Trabalhista Brasileiro (PRTB) |
|  | 50 |                         | Rafael Melo (PSOL) Rafael Rodrigo de Melo      |                              | Carlos Muller (PSTU) Carlos Rogério Muller       | Frente de Esquerda - Partido Socialista dos Trabalhadores Unificado (PSTU) |

## Resultados

### Eleição municipal de São José em 2012 para Prefeito
Pela segunda eleição seguida, São José não reelegeu o prefeito. Em uma eleição polarizada, Adeliana acabou derrotando Djalma Berger com uma larga vantagem, em uma revanche da eleição de 2008, se tornando a primeira mulher a governar a cidade. Os outros dois candidatos tiveram votações inexpressivas. Em resultados inversos aos de 2008, os irmãos Berger perderam as disputas em São José e em Florianópolis, onde o candidato pessedista César Souza Junior derrotou o aliado de Dário, Gean Loureiro - além dessas duas cidades, o PSD também ficou, após um processo jurídico, com a prefeitura da Palhoça, passando a governar nas três maiores cidades da Grande Florianópolis.
| 1º Turno 7 de outubro de 2012 | 1º Turno 7 de outubro de 2012 | 1º Turno 7 de outubro de 2012 | 1º Turno 7 de outubro de 2012 |
| Candidato(a)                  | Vice                          | Votação                       | Votação                       |
| Candidato(a)                  | Vice                          | Total                         | Porcentagem                   |
| ----------------------------- | ----------------------------- | ----------------------------- | ----------------------------- |
| Adeliana Dal Pont (PSD)       | Natal (PSDB)                  | 66.602                        | 61,19%                        |
| Djalma Berger (PMDB)          | Círio (PT)                    | 36.934                        | 33,93%                        |
| Rafael Melo (PSOL)            | Carlos Muller (PSTU)          | 4.049                         | 3,72%                         |
| Fernando Elias (PTB)          | Drº Jorge Osório (PRTB)       | 1.254                         | 1,15%                         |
| Total de votos válidos        | Total de votos válidos        | 108.839                       | 100,00%                       |
| Votos apurados                |                               |                               |                               |
| Votos válidos                 | Votos válidos                 | 108.839                       | 86,76%                        |
| Votos em branco               | Votos em branco               | 7.033                         | 5,61%                         |
| Votos nulos                   | Votos nulos                   | 9.582                         | 7,64%                         |
| Total de votos apurados       | Total de votos apurados       | 125.454                       | 100,00%                       |
| Eleitores                     |                               |                               |                               |
| Comparecimento                | Comparecimento                | 125.454                       | 85,76%                        |
| Abstenções                    | Abstenções                    | 20.837                        | 14,24%                        |
| Total de eleitores            | Total de eleitores            | 146.291                       | 100,00%                       |
| Total de seções: 352          |                               |                               |                               |

| Partido | Partido | Candidato         | Votos   | Votos (%) |
| ------- | ------- | ----------------- | ------- | --------- |
|         | PSD     | Adeliana Dal Pont | 66 602  | 61,19%    |
|         | PMDB    | Djalma Berger     | 36 934  | 33,93%    |
|         | PSOL    | Rafael Melo       | 4 049   | 3,72%     |
|         | PTB     | Fernando Elias    | 1 254   | 1,15%     |
| Totais  | Totais  | Totais            | 108 839 |           |

### Eleição municipal de São José em 2012 para Vereador
Treze vereadores foram eleitos entre 229 postulantes. As coligações para o legislativo eram divisões das coligações para o executivo nas duas maiores chapas: dentro da chapa situacionista São José Pra Nossa Gente ficaram as coligações São José Sempre Melhor (PMDB-PPL), São José para Todos (PT-PHS-PSDC), Educação e Trabalho (PDT-PMN), Pra Fazer a Diferença (PV-PT do B) e Unidos por São José (PRB-PR-PTC). Já dentro da chapa oposicionista Para Cuidar de São José ficou uma coligação PSD-PSDB, uma coligação PSC-PSB-PP, ambas sem um nome, e a coligação Somos pela Mudança (DEM-PPS).
A eleição deixou o Partido do Movimento Democrático Brasileiro (PMDB) com a maior bancada, com seis cadeiras, incluindo os dois mais votados, Amauri Valdemar da Silva, o Amauri dos Projetos, e Túlio Maciel, com 3278 e 3237 votos, respectivamente. A coligação da prefeita eleita conseguiu apenas três cadeiras, com duas do Partido Social Democrático (PSD) e uma do Partido da Social Democracia Brasileira (PSDB).
| Nome                           | Partido político                                  | Coligação              | Votos recebidos | Percentual |
| ------------------------------ | ------------------------------------------------- | ---------------------- | --------------- | ---------- |
| Amauri Valdemar da Silva       | Partido do Movimento Democrático Brasileiro (MDB) | São José Sempre Melhor | 3278            | 2,92%      |
| Túlio Marcio Salles Maciel     | Partido do Movimento Democrático Brasileiro (MDB) | São José Sempre Melhor | 3237            | 2,88%      |
| Sanderson Almeci de Jesus      | Partido do Movimento Democrático Brasileiro (MDB) | São José Sempre Melhor | 3000            | 2,67%      |
| Clonny Capistrano Maia de Lima | Partido do Movimento Democrático Brasileiro (MDB) | São José Sempre Melhor | 2928            | 2,61%      |
| Neri Osvaldo do Amaral         | Partido do Movimento Democrático Brasileiro (MDB) | São José Sempre Melhor | 2643            | 2,35%      |
| Michel da Silva Schlemper      | Partido do Movimento Democrático Brasileiro (MDB) | São José Sempre Melhor | 2547            | 2,27%      |
| Sandra Pereira Alves Martins   | Partido da Social Democracia Brasileira (PSDB)    | PSD-PSDB               | 2499            | 2,23%      |
| Méri Terezinha de Melo Hang    | Partido Social Democrático (PSD)                  | PSD-PSDB               | 2394            | 2,13%      |
| Wallace Avanir de Souza        | Partido da República (PR)                         | Unidos por São José    | 2348            | 2,09%      |
| Orvino Coelho de Ávila         | Partido Social Democrático (PSD)                  | PSD-PSDB               | 2080            | 1,85%      |
| Francisco Bento Costa Silvy    | Partido dos Trabalhadores (PT)                    | São José para Todos    | 1766            | 1,57%      |
| Geraldo Swiech                 | Partido dos Trabalhadores (PT)                    | São José para Todos    | 1463            | 1,30%      |
| Adriano de Brito               | Partido Democrático Trabalhista (PDT)             | Educação e Trabalho    | 1336            | 1,19%      |